# Jean Monnier (Skispringer)
Jean Monnier (* 14. August 1924 in Foncine-le-Haut; † 31. August 1995 in Pontarlier) war ein französischer Skispringer.

## Werdegang
Monnier, der für den Skiclub Le Risoux startete, gehörte bei den Olympischen Winterspielen 1948 zur französischen Mannschaft. Im Einzelspringen auf der Olympiaschanze sprang er auf 56 und 60 Meter und erreichte damit den 31. Platz.